# Shine We Are! / Earthsong
Shine We Are! / Earthsong – dziesiąty singel koreańskiej piosenkarki BoA. Singel został wydany 14 maja 2003 roku.
Singel umieszczono na albumie Love & Honesty.

## Lista utworów
- CD singel, CD maxi-singel (14 maja 2003)[1]

1. „Shine We Are!” – 5:03
2. „Earthsong” – 3:24
3. „Valenti” (Junior Vasquez Radio Mix) – 4:11
4. „Shine We Are!” (Instrumental) – 5:03
5. „Earthsong” (Instrumental) – 3:24

## Notowania na Listach przebojów
| Kraj    | Lista (2003) | Najwyższa pozycja |
| ------- | ------------ | ----------------- |
| Japonia | Top 20       | 3                 |